# Округ Ноубл (Индијана)
Ноубл (енгл. Noble County) је округ у америчкој савезној држави Индијана.

## Демографија
По попису из 2010. године број становника је 47.536, што је 1.261 (2,7%) становника више него 2000. године.
| Група             | 2000.          | 2010.          |
| Белци             | 42.221 (91,2%) | 42.104 (88,6%) |
| Афроамериканци    | 189 (0,4%)     | 185 (0,4%)     |
| Азијати           | 168 (0,4%)     | 176 (0,4%)     |
| Хиспаноамериканци | 3.299 (7,1%)   | 4.567 (9,6%)   |
| Укупно            | 46.275         | 47.536         |